# Kinyamaganga (vattendrag i Burundi, Kayanza)
Kinyamaganga är ett vattendrag i Burundi.   Det ligger i provinsen Kayanza, i den centrala delen av landet, 60 kilometer nordost om huvudstaden Bujumbura.
Omgivningarna runt Kinyamaganga är en mosaik av jordbruksmark och naturlig växtlighet. Runt Kinyamaganga är det tätbefolkat, med 397 invånare per kvadratkilometer.